# موروس (سرقسطة)
بلدية موروس (بالإسبانية: Moros) هي بلدية تقع في مقاطعة سرقسطة التابعة لمنطقة أراغون شمال شرق إسبانيا.

## الديموغرافيا
بلغ عدد سكان بلدية موروس 449 نسمة عام 2011 (وفقاً للمعهد الوطني الإسباني للإحصاء).
| 555 | 533 | 506 | 506 | 469 | 481 | 449 |